# レイジングループ
『レイジングループ』（Raging Loop）は、ケムコより2015年12月3日に配信されたスマートフォン用アドベンチャーゲーム。
2017年1月11日にPlayStation Vita版、同年3月1日にPlayStation 4版、同年8月3日にNintendo Switch版、同年8月24日にWindows版が配信された。2019年12月5日、Steam版が英語表示に対応した（英語版タイトルは「Raging Loop」）。

## 概要
人狼ゲームをテーマにしている。これまでも『鈍色のバタフライ』でモチーフとして示唆されることはあったが、今作ではそのままゲームのモデルとしていることを明かしている。
また、ドワンゴとのコラボレーション作品と銘打たれており、ドワンゴクリエイティブスクールに所属する声優による、シリーズ初のボイス付作品となっている。アプリ版ではパートボイスだが、コンシューマー版は全編フルボイスとなっている。

## ストーリー
旅行者・房石陽明は、バイク旅行中に道に迷う。コンビニ店員の案内で集落への道を進むが、崖で転倒してしまう。そこに現れた芹沢千枝実の助けで藤良村（ふじよしむら）にある休水（やすみず）という集落に身を寄せるが、霧が発生して房石は謎の生物に殺されてしまう。しかし直後にはバイクで道に迷っているところに逆行していた。選択を変えてその場を生き延びた房石だったが、村の伝統であるおおかみ様をくくる為の「黄泉忌みの宴」に巻き込まれることになる。

## 登場人物
房石 陽明（ふさいし はるあき）
声 - 荒井智
本作の主人公でプレイヤーの視点に立つ人物。バイク旅行中に事故に遭い、休水を訪れる。誰に対しても人当たり良く接するが、内心では自分の人格が他人に比べて歪んでいることを認めている。サイコパス的な言動から織部義次からは「イカレ野郎」と呼ばれている。
芹沢 千枝実（せりざわ ちえみ）
声 - 北澤志穏
事故に遭った房石を助けた女性。村外の大学に通っている。休水へは帰省のために戻ってきており、学生寮の202号室で寝泊まりしている。明るく社交的で、房石に対して不利にならないよう様々な便宜を図る。
回末 李花子（うえまつ りかこ）
声 - 岡村海那実
藤良村の有力者である「四家」のひとつである回末家の末裔。3年前から本人の希望で休水に移住している。ミステリアスな雰囲気を持つ女性だが、ややドジな一面を見せることもある。
巻島 春（まきしま はる）
声 - 仮屋美希
休水に住んでいる女子高校生。学生寮の201号室に住んでいる。100円ショップで買った缶バッジなどを身につけている。恥ずかしがりで思いこみが激しい。霧が発生すると、他の住人と比べても大きく取り乱す。
織部 泰長（おりべ やすなが）
声 - 松本恭平
休水に住んでいる男子高校生。学生寮の102号室に住んでいる。聡明で頭の回転が速く、法学部への進学を考えている。「黄泉忌みの宴」でもその頭脳を活かして村人たちをリードしていく。
醸田 近望（かもしだ ちかもち）
声 - 古谷野紗羅
休水に住んでいる男子高校生。学生寮の101号室に住んでいる。学生仲間や千枝実からは「モッチー」と呼ばれている。悪戯好きで、房石に変わった仇名をつける。勘が鋭く、適当に言ったことが的中していることがままある。
室 匠（むろ たくみ）
声 - 斉藤拓哉
休水に住んでいる男性。農業に従事している。織部かおりに好意を持っているが、一線は越えていない。伝承については若干懐疑的で、休水の住人が殺人を犯すわけがないと思っている。
織部 かおり（おりべ かおり）
声 - 植木由美子
休水に住んでいる女性。集落で唯一の食堂を切り盛りしている。織部泰長と義次の母親で、二人のことを何より大切に思っている。夫は8年前に他界している。
織部 義次（おりべ よしつぐ）
声 - 鴨野孝昇
織部かおりの息子で、泰長の弟。中学生だが反抗期の真っ最中で休みがち。房石やかおりに対して棘のある態度で接するが、その実家族のことは大事に思っている。
山脇 多恵（やまわき たえ）
声 - 鯛ゆみ坊
休水に住んでいる老女。匠のことを孫のように可愛がっている。村の伝承や言い伝えに詳しく「黄泉忌みの宴」のことも祖母から口伝で教えられてきた。それ故、村外から来た房石を異分子として快く思っていない。
巻島 寛造（まきしま かんぞう）
声 - 松元一真
巻島春の祖父。森で狩猟を行っている。村内での発言力は強く、頑固な性格。春のことを愛しているが、ある事件をきっかけに距離が生まれてしまった。
能里 清之介（のさと きよのすけ）
声 - 勝畑伸之介
藤良村の有力者である「四家」のひとつである能里家の次男。休水の上層にある能里屋敷を訪れていたところに事件に巻き込まれる。休水住人について快く思っておらず、罵るような物言いをする。ただし、主張自体はある程度論理的であることが多い。
狼じじい（おおかみじじい）
声 - 小沢直樹
休水に住んでいる老人。本名は村の人間も知らず、普段から「狼が来るぞ」と吹聴していることから狼少年に肖って「狼じじい」と呼ばれている。かなりボケており、ほとんど会話が成立しない。
めー子（めーこ）
声 - 南美穂
房石が休水に来る前日に保護された少女。李花子が世話をしている。親元や本名がわからず、「めえめえ」とぐずるところから便宜上「めー子」と呼ばれている。房石のことを「ふさゆきさん」と呼ぶ。
馬宮 久子（まみや ひさこ）
声 - 岩本悠花
B級グルメを中心に執筆しているフリーライター。筆名は「宝生キューコ」。藤良村に伝わる「ししなれ」という料理を取材するために訪れている。かつてはオカルト誌の記者を務めており、「黄泉忌みの宴」についても独自の視点で検証しようとする。
橋本 雄大（はしもと ゆうだい）
声 - 百瀬晃人
馬宮に同行するカメラマン。比較的有名で、オールジャンルで活躍している。寡黙ではあるが観察力に優れている。既婚者であり、娘が3人いる。
コンビニ店員
声 - 清水真梨菜
房石が出会ったガラの悪いコンビニ店員。
？？？？
声 - 大高禎行
羊
声 - 押田朋也

### コンシューマー版から追加
稲月琴海、小澤みのり、川田ひろ子、小島芳紀、近藤亜紀、酒見正太郎、東郷しえり、針替望、古市規子

## 主題歌
オープニングテーマ「キリノネガイ」
作詞：amphibian / 作曲：乃々都 / 編曲：ドワンゴ / 歌：D-LU-PS
D-LU-PSは、声優と同じくドワンゴクリエイティブスクールに所属する歌手3人（浅野伊知子・稲月琴海・田辺千香子）によるユニットである。
エンディングテーマ「Last Acceleration」
作詞：amphibian / 作曲：乃々都 / 編曲：ドワンゴ / 歌：芹沢千枝実（北澤志穏）

## 書誌情報

### 小説
- 原作：amphibian、イラスト：影由『レイジングループ REI-JIN-G-LU-P』 星海社 〈星海社FICTIONS〉全7巻[12]

1. 「人狼の村」（2019年4月15日発売）ISBN 978-4-06-515436-6
2. 「不浄の民」（2019年5月15日発売）ISBN 978-4-06-515699-5
3. 「生贄の蛇」（2019年6月14日発売）ISBN 978-4-06-516317-7
4. 「蠱毒の宴」（2019年7月12日発売）ISBN 978-4-06-516692-5
5. 「聖別の獣」（2019年8月16日発売）ISBN 978-4-06-517194-3
6. 「告滅の蝕」（2019年9月13日発売）ISBN 978-4-06-517201-8
7. 「不在の神」（2019年10月15日発売）ISBN 978-4-06-517838-6

### その他
- 『レイジングループ 完全読本』（2018年3月30日発売）ISBN 978-4-7986-1668-1
- 『レイジングループ REI-JIN-G-LU-P アンソロジーコミック STAR』星海社 〈星海社COMICS〉（2019年4月12日発売）ISBN 978-4-06-515439-7
  - 著者：影由、板倉梓、今井哲也、磯谷友紀、遠藤海成、コナリミサト、たいぼく、高野ひと深、銅☆萬福、二階堂ぽち、四ツ原フリコ